# Równina Chojnowska
Równina Chojnowska – mezoregion fizycznogeograficzny (317.78) stanowiący południowo-wschodnie zakończenie Niziny Śląsko-Łużyckiej. Od północy graniczy z Równiną Legnicką, od wschodu ze Wzgórzami Strzegomskimi, od południowego wschodu z Obniżeniem Podsudeckim, od południa z Pogórzem Kaczawskim i od zachodu z Borami Dolnośląskimi.
Jest to teren pofałdowany, stanowiący przejście między Równiną Legnicką a Pogórzem Kaczawskim, od którego do oddzielony jest brzeżnym uskokiem sudeckim.
Pod względem geologicznym jest to obszar bloku przedsudeckiego, pokryty osadami zlodowaceń południowopolskich – głównie piaskami, żwirami i glinami oraz lessami.
Dzięki dobrym glebom brunatnym i płowym jest to teren wybitnie rolniczy, z przewagą upraw pszenno-buraczanych i pszenno-ziemniaczanymi.
Większe miasta to Chojnów, Jawor oraz położona w większości na obszarze Pogórza Kaczawskiego Złotoryja.

## Mikroregiony
- 371.781 Równina Jaworska,
- 317.782 Wysoczyzna Chojnowska[2].